# Albrecht od Württemberga
Albrecht vojvoda od Württemberga (Beč, 23. prosinca 1865. – Altshausen, 29. listopada 1939.) je bio vojvoda württemberški i njemački vojni zapovjednik. Tijekom Prvog svjetskog rata zapovijedao je s njemačkom 4. armijom i grupom armija na Zapadnom bojištu.

## Obitelj
Albrecht vojvoda od Württemberga rođen je 23. prosinca 1865. u Beču kao najstariji sin vojvode Filipa od Württemberga i majke nadvojvotkinje Marije Tereze od Austrije. Godine 1893. oženio se s nadvojvotkinjom Margaretom Sofijom od Austrije s kojom je imao šestero djece i to tri sina Filipa Albrechta, Albrechta Eugena i Karla Aleksandra, te tri kćeri Mariju Amaliju, Mariju Terezu i Margaritu Mariju.

## Vojna karijera
Albrecht je u vojsku stupio 1885. godine, te se ubrzo počeo uspinjati u vojnoj hijerarhiji. Čin pukovnika dostigao 1896. godine, general bojnikom je postao 1898. godine, dok je 1901. godine promaknut u čin general poručnika. U rujnu 1906. promaknut je u generala pješaštva kada dobiva i zapovjedništvo nad XI. korpusom smještenim u Kasselu. Nakon toga, u veljači 1908. postaje zapovjednikom XIII. korpusa smještenog u Stuttgartu, da bi u siječnju 1913. postao glavnim inspektorom 6. armije. U rujnu te iste godine unaprijeđen je u čin general pukovnika. 

## Prvi svjetski rat
Na početku Prvog svjetskog rata Albrecht dobiva zapovjedništvo nad 4. armijom koja se nalazila na Zapadnom bojištu. Zapovijedajući navedenom armijom sudjeluje u Bitci u Ardenima, te u Prvoj bitci na Marni. Nakon toga 4. armija je premještena u Flandriju, te Albrecht zapovijedajući istom sudjeluje u bitkama poznatim pod nazivom Trka k moru, te u Prvoj i Drugoj bitci kod Ypresa u kojoj su po prvi na Zapadnom bojištu korišteni bojni otrovi. Albrecht je 22. kolovoza 1915. odlikovan ordenom Pour le Mérite, da bi godinu dana nakon toga 1. kolovoza 1916. dobio čin feldmaršala.
Albrecht je zapovijedao snagama u Flandriji sve do veljače 1917. kada postaje zapovjednikom Grupe armija vojvoda Albrecht koja je držala položaje na reletivno mirnom južnom dijelu Zapadnog bojišta na prostoru između Metza i švicarske granice. U proljeće 1918. Albrecht je kao rimokatolik bio kandidat za kralja Poljske, ali je Albrecht navedenu ponudu Vilima II. odbio. Grupom armija nazvanu njegovim imenom Albrecht je zapovijedao sve do kraja rata.

## Poslije rata
Nakon smrti svoga oca Filipa Württemberškog Albrecht je trebao postati kraljem Kraljevine Württemberg, ali se to zbog revolucionarnih gibanja u Njemačkoj poslije Prvog svjetskog rata nikada nije dogodilo. Albrecht se povukao u dvorac Altshausen gdje je mirno živio sve do svoje smrti.

Preminuo je u Altshausenu 29. listopada 1939. godine u 74. godini života.

## Vanjske poveznice
(eng.) Albrecht Württemberški na stranici First World War.com

(eng.) Albrecht Württemberški na stranici Prussianmachine.com

(rus.) Albrecht Württemberški na stranici Hrono.ru

(njem.) Albrecht Württemberški na stranici Deutschland14-18.de
| Prethodnik: | Zapovjednik 4. armije Albrecht od Württemberga | Nasljednik:              |
| nitko       | Zapovjednik 4. armije Albrecht od Württemberga | Friedrich Sixt von Arnim |